# آندژی فیدیک
آندژی فیدیک (لهستانی: Andrzej Fidyk؛ زادهٔ ۳۱ مارس ۱۹۵۳) یک کارگردان و تهیه‌کننده فیلم اهل لهستان است.
او بابت فیلم مستندش به نام «رژه» شهرت دارد که دربارهٔ رژه‌های تمرین‌شده و هماهنگ بسیار بزرگ در مراسم جشن چهلمین سالگرد تأسیس کره شمالی است که در سال ۱۹۸۸ انجام شد.